# Callipepla
Callipepla es un género de aves galliformes de la familia Odontophoridae propias de Estados Unidos y México. Reciben el nombre vulgar de codornices, aunque no están relacionadas con las codornices del Viejo Mundo, que pertenecen a la familia Phasianidae.

## Taxonomía
El género Callipepla incluye cuatro especies:
- Callipepla squamata - codorniz crestiblanca
- Callipepla douglasii - codorniz crestidorada
- Callipepla californica - codorniz de California
- Callipepla gambelii - codorniz desértica